# Шунно
Шунно — озеро на территории Лендерского сельского поселения Муезерского района Республики Карелия.

## Общие сведения
Площадь озера — 3,4 км², площадь водосборного бассейна — 35,6 км². Располагается на высоте 206,0 метров над уровнем моря.
Форма озера лопастная, подковообразная. Берега каменисто-песчаные, местами возвышенные.
Из восточной оконечности озера вытекает безымянный ручей, впадающий в Лексозеро, откуда через реки Сулу и Лендерку воды в итоге попадают в Балтийское море.
На юге озера расположены три небольших безымянных острова.
С запада и юга к озеру подходит лесовозная дорога.
Код объекта в государственном водном реестре — 01050000111102000010229.